# Theodor Schnitzler
Theodor Schnitzler (* 1. April 1910 in Düsseldorf; † 29. August 1982 in Meerbusch) war ein katholischer Liturgiewissenschaftler und mystagogischer Autor.
Schnitzler war von 1943 bis 1960 Professor für Liturgik, Ritus und Rubrizistik am Kölner Priesterseminar. Von 1960 bis 1977 war er Pfarrer an St. Aposteln in Köln und hatte Lehraufträge am bischöflichen Priesterseminar von Essen-Werden (1962–1970), am Studienhaus St. Lambert in Lantershofen (1974–1981) und am Katholisch-Theologischen Seminar der Rheinisch-Westfälischen Technischen Hochschule Aachen (1980). 1977 wurde er Leiter der Erzbischöflichen Liturgieschule Köln. Als Mitglied der Arbeitsgruppe für die Reform des Ordo missae innerhalb des Consiliums zur Ausführung der Liturgiekonstitution wirkte er in den 1960er-Jahren an der Erarbeitung der neuen eucharistischen Hochgebete im Rahmen der durch das Zweite Vatikanische Konzil beschlossenen Liturgiereform mit.
Seine Bücher, in denen er katholischen Laien Themen der Liturgie, vor allem die Heilige Messe und die Heiligenverehrung, nahebrachte, erreichten zum Teil hohe Auflagen.

## Veröffentlichungen (Auswahl)
- Was die Messe bedeutet. Hilfen zur Mitfeier. Freiburg im Breisgau (Herder) 1976, 11. Auflage 1990, ISBN 3-451-17689-0.
- Die Heiligen im Jahr des Herrn : ihre Feste und Gedenktage. Freiburg im Breisgau (Herder), 6. Auflage 1989, ISBN 3-451-21383-4.